# Лобженица
Лобженѝца (на полски: Łobżenica; на немски: Lobsens) е град в Полша, Великополско войводство, Пилски окръг. Административен център е на градско — селската Лобженишка община. Заема площ от 3,25 км2.

## География
Градът се намира в историческата област Крайна, която е част от региона Померания. Разположен е на 47 километра североизточно от окръжния център Пила и на 70 километра западно от Бидгошч.

## Население
Населението на града възлиза на 3043 души (2011 г.). Гъстотата е 936,31 души/км2.